# Karl Albert Härje
Karl Albert Härje, född 31 augusti 1859 i Tarsleds socken, Älvsborgs län, död 1 maj 1937, var en svensk tidningsman och kommunalpolitiker (höger).
Härje blev student vid Lunds universitet 1876 och filosofie kandidat vid Lunds universitet 1881. Han var vikarierande lektor vid Högre allmänna läroverket i Lund 1882–85, blev redaktionssekreterare på Sydsvenska Dagbladet Snällposten 1885 och var dess huvudredaktör 1907–24. Han var persisk vicekonsul i Malmö och Helsingborg 1901–10 och belgisk konsul i Malmö 1910–20. Han var ledamot av Malmö stadsfullmäktige 1911–19 och ledamot av styrelsen för Sveriges riksbanks länskontor i Malmö från 1918.[källa behövs]